# Atari ST Review
Atari ST Review, brittisk datortidning inriktad på Atari ST-datorn (och dess avarter). Tidningen utgavs under åren 1992 till 1994; först av BBC Frontline men togs under 1993 över av Europress. Med varje nummer följde en diskett med diverse smått och gott på.